# Stenhelia divergens
Stenhelia divergens är en kräftdjursart som beskrevs av Nicholls 1939. Stenhelia divergens ingår i släktet Stenhelia och familjen Diosaccidae. Inga underarter finns listade i Catalogue of Life.